# La Brea Tar Pits

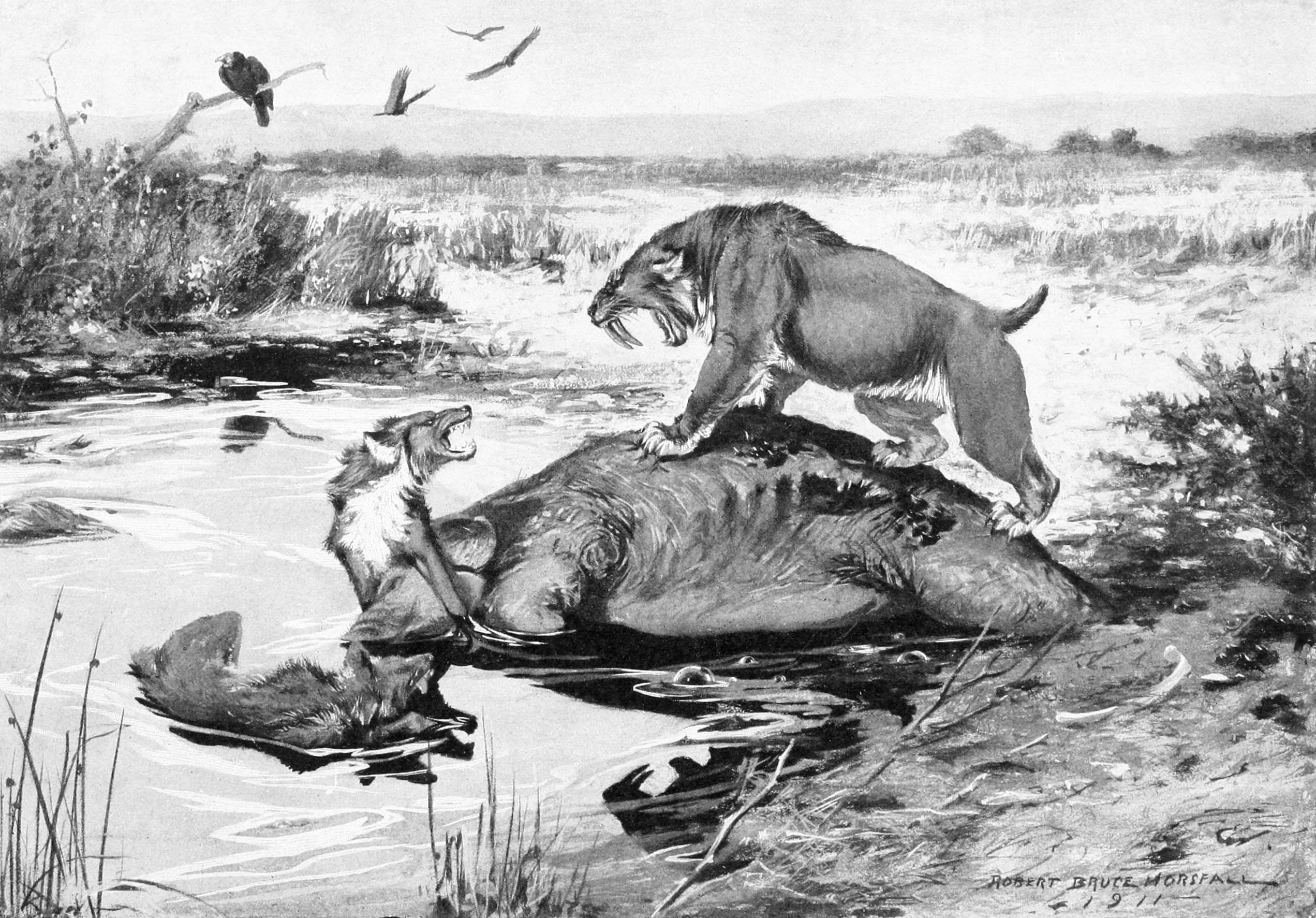
Ilustrație a câtorva specii împotmolite în „lacurile” de gudron

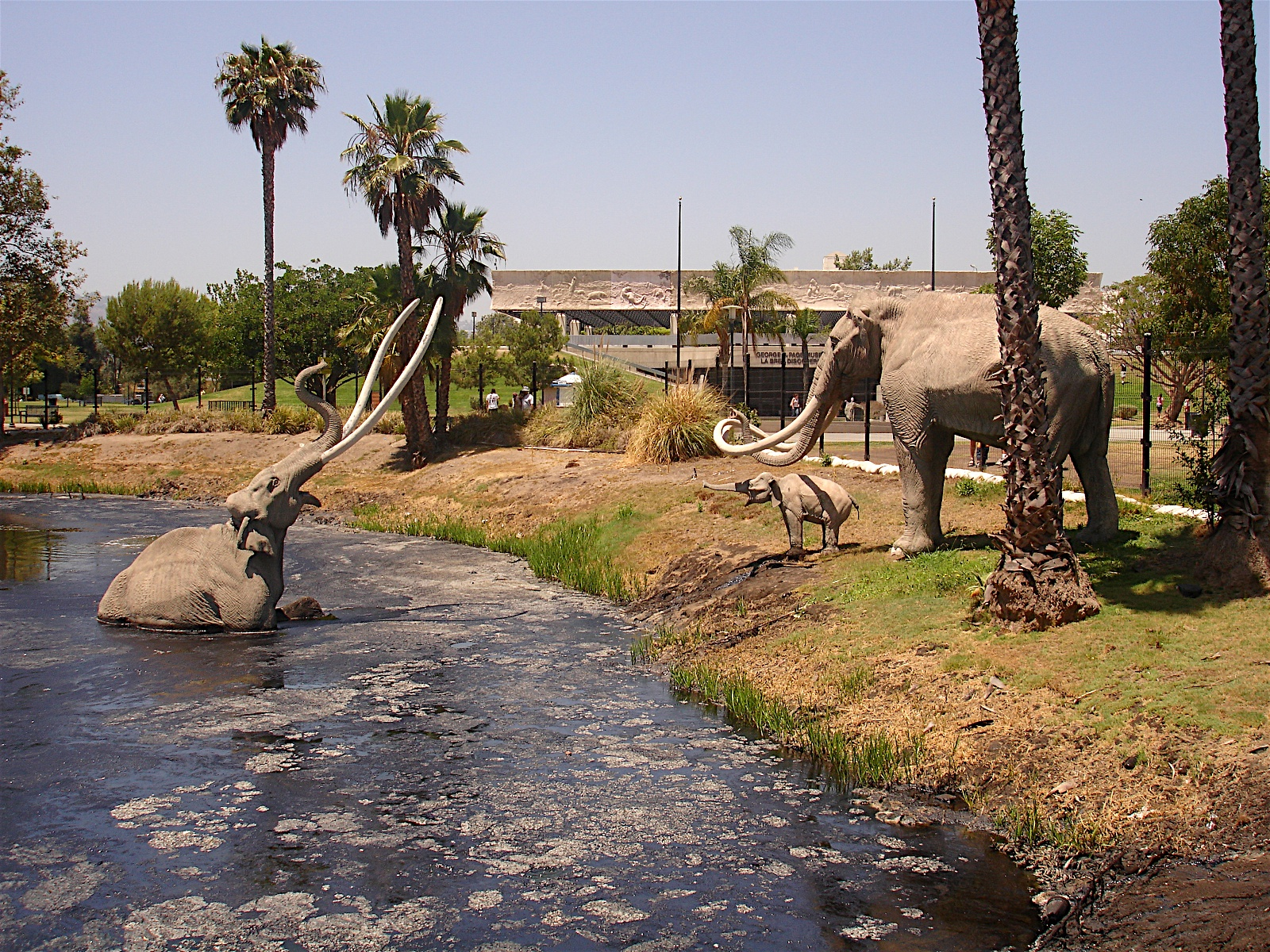
Sculpturi ale mamuților în La Brea

La Brea Tar Pits este un parc cu lacuri bituminoase pe teritoriul Los Angeles-ului, California. Este cunoscut datorită numeroaselor descoperiri de animale dispărute în pleistocenul târziu. Descoperirile includ o faună bogată de mamifere mari, inclusiv ursul cu bot scurt, leul american, pisici cu dinți sabie, lupi groaznici, mamuți, mastodonți, leneși giganți, cămile de vest, bizoni preistorici, pecari, cai americani, lame și altele.

## Faună
Doar un singur om a fost găsit aici, este vorba de un schelet parțial al „Femeii de La Brea” datat cu aprox. 10.000 de ani calendaristici (cca. 8.000 de ani î.Hr.) în urmă, care avea între 17 și 25 de ani la moarte, fiind totodată găsită cu resturile unui câine domestic, probabil fiind vorba de o ceremonie de înmormântare. 
Parcul este cunoscut pentru descoperirea unui număr nenumărat de fosile mamifere datând cu ultima perioadă glaciară. În timp ce fosilele de mamifere generează un interes semnificativ, alte fosile, inclusiv insectele fosilizate și plantele, și chiar granule de polen, sunt, de asemenea, evaluate. Aceste fosile contribuie la definirea unei imagine a ceea ce se crede a fi climatul mai rece umed din bazinul Los Angeles-ului, în epoca respectivă. 
Gropile de gudron din întreaga lume sunt neobișnuit de bogate în acumularea mai multor animale de pradă decât a celor ierbivoare. Motivul este necunoscut, însă o teorie presupune faptul că un animal mare ar muri ori ar deveni blocat într-o groapă de gudron, atrăgând prădătorii pe distanțe lungi, în final prădătorii ajungând împotmoliți împreună cu prada lor. O altă teorie presupune că prădătorii se puteau „bloca” și în timpul unei vânători. 

## Legături externe
- Pagina web a muzeului — La Brea Tar Pits
- UCMP Berkeley website: describes the geology and paleontology of the asphalt seeps.
- Gocalifornia.com: La Brea Tar Pits Arhivat în 9 aprilie 2017, la Wayback Machine. — ghidul vizitatorului.
- Palaeo.uk: "Setting the La Brea site in context." Arhivat în 29 decembrie 2014, la Wayback Machine.
- NHM.org: Pit 91 excavations Arhivat în 6 mai 2019, la Wayback Machine.